# الدیناک
الدیناک (به لاتین: Aldinac}} یک منطقهٔ مسکونی در صربستان است که در Zaječar District واقع شده‌است.

## خصوصیات
الدیناک ۲۶ نفر جمعیت دارد.